# Ötisheim
Ötisheim es un municipio situado en el distrito de Enz, en el estado federado de Baden-Wurtemberg (Alemania), con una población a finales de 2016 de unos 4723 habitantes.
Se encuentra ubicado en el centro del estado, en la región de Karlsruhe, en la parte septentrional de las montañas de la Selva Negra, cerca de la orilla del río Enz —un afluente izquierdo del río Neckar.